# Ruthie Foster
Ruthie Foster (Texas, 1964) is een Amerikaanse blueszangeres en -gitariste. Hoewel Foster de laatste jaren steeds meer als bluesmuzikant wordt gezien, worden haar vroege albums gekenmerkt door sterkere folk-, gospel- en Americana-invloeden.

## Biografie

### Tot 1996
Ruthie Foster groeide op in het landelijke stadje Gause in Milam County, Texas. Vroege muzikale invloeden waren o.a. haar moeders verzameling gospelplaten, bijv. lp's van The Fairfield Four en vooral Rosetta Tharpe, de bluesplaten van haar vader (bijv. Lightnin' Hopkins), maar ook Stevie Wonder, Phoebe Snow en The Beatles. Als tiener speelde ze vaak gitaar en piano in haar parochiekerk, maar ook in de naburige, blanke parochies. Op 14-jarige leeftijd werd ze ook solozangeres in een koor onder leiding van een van haar ooms. Op 19-jarige leeftijd deed ze haar eerste ervaring op als frontvrouw van een lokale bluesband en studeerde ze muziek en geluidstechniek aan het openbare McLennan Community College in Waco (Texas). Na haar afstuderen sloot ze zich aan bij een helikoptereenheid van de Amerikaanse marine in San Diego (Californië), voornamelijk om de kleine stad van haar thuisland te kunnen verlaten. Daar werd ze eerst toegelaten tot de funk- en coverband Pride, die veel optrad bij Navy-rekruteringsevenementen, en later bij het gerenommeerde Commodores Jazz Ensemble in Norfolk (Virginia), waar ze ook een opleiding in muziektheorie kreeg. Na in het leger te hebben gediend, trouwde Foster en verhuisde ze in 1990 naar New York, waar ze regelmatig in het folkcircuit verscheen en een contract tekende bij Atlantic Records. Als onderdeel van deze overeenkomst schreef Foster een aantal nummers voor Atlantic. Vanwege verschillende artistieke ideeën werd de oorspronkelijk geplande plaat echter niet uitgebracht. Nadat ze van haar man was gescheiden, verhuisde Foster al snel terug naar haar geboorteland Texas om voor haar ernstig zieke moeder te zorgen. Van 1993 tot de dood van haar moeder in 1996 werkte Foster als cameravrouw en productieassistente voor een klein televisiestation in College Station (Texas), terwijl ze ook in lokale muziekclubs verscheen. In 1994 begon de samenwerking met percussioniste en zangeres Cyd Cassone, die meer dan 10 jaar duurde. Beiden werden soms privé een stel, traden vaak op als duo en werkten samen aan Fosters albums. Het eerste grote optreden van het duo, dat Foster ziet als het daadwerkelijke begin van hun carrière, was op het bekende Kerrville Folk Festival in Texas, waar Foster sindsdien verschillende keren heeft opgetreden. Foster en Cassone raakten ook betrokken bij hun gemeenschap en gaven regelmatig donatie-inzamelconcerten, in verpleeghuizen, op scholen en in samenwerking met de politie.

### 1997 tot vandaag
In 1997 concentreerde Ruthie Foster zich eindelijk weer op haar muziekcarrière en bracht ze haar eerste album Full Circle uit en vervolgens in eigen beheer. Kort daarna werd ze gecontracteerd door Blue Corn Music. Op basis van de ervaring met Atlantic Records drong Foster echter aan op meer zeggenschap over artistieke beslissingen. Dit werd gevolgd door de albums Crossover (1999) en Runaway Soul (2002), die een mix van folk, blues, gospel en andere muziekstijlen boden. De laatste, met gastmuzikant Terri Hendrix, was haar meest succesvolle album tot nu toe, wat haar ook een uitnodiging opleverde voor het populaire muziektelevisieprogramma Austin City Limits op PBS. Langere tournees volgden, die voorbeeldig gedocumenteerd zijn op het live-album Stages, dat in 2004 werd uitgebracht. Het bevat materiaal van drie verschillende concerten uit 2003, met verschillende bandopstellingen.
Haar zesde album The Truth van Ruthie Foster uit 2009 werd genomineerd bij de Grammy Awards 2010 in de categorie «Best Contemporary Blues Album» en bereikte, net als het vorige album The Phenomenal Ruthie Foster uit 2007, #4 in de Billboard-hitlijsten in de categorie beste bluesalbums. Foster liet elementen van soulmuziek overvloeien in deze twee albums. In 2009 ging ze naar de, in dit opzicht historische, Ardent Studios in Memphis (Tennessee) en kreeg Chris Goldsmith als producent, die het jaar ervoor het Grammy-winnende album Down in New Orleans voor de Blind Boys of Alabama had geproduceerd. Op de opnamen waren ook gitarist Robben Ford, bassist Larry Fulcher (onder andere bekend van de Phantom Blues Band), trompettist Wayne Jackson (bekend als lid van de Mar-Keys en Memphis Horns) en de kort daarna overleden pianist Jim Dickinson (onder anderen studiomuzikant bij Ry Cooder, The Rolling Stones en Aretha Franklin) vertegenwoordigd.
Haar liveband The Family Band, met wie ze regelmatig optrad sinds ze in 2005 uit elkaar ging met Cyd Cassone, omvat bassiste en violiste Tanya Richardson en drummer Samantha Banks. De band kan terug kijken op optredens op het Beale Street Music Festival 2010, het Monterey Jazz Festival 2009, de AVO Session 2009, het North Sea Jazz Festival 2009 en vele andere festivals. Voor 2011 staan o.a. buitenlandse optredens in Canada, Nieuw-Zeeland en Australië op de planning, deels samen met de bevriende blues- en folkmuzikant Eric Bibb, die ook enkele nummers heeft geschreven van haar laatste twee studioalbums. In de afgelopen jaren toerde ze o.a. met Derek Trucks en The Blind Boys of Alabama.

### Onderscheidingen
Naast de Grammy Award-nominatie in 2010 ontving Foster nog meer positieve feedback in het bluescircuit. Naast een Living Blues Award, namelijk de prijs van de criticus voor de beste bluesartiest van het jaar 2010, kreeg ze in hetzelfde jaar een bluesmuziekprijs als «Contemporary Blues Female Artist of the Year» uitstekend. In 2011 ontving ze de Koko Taylor Award in de categorie «Traditional Blues Female Artist of the Year», waarin ze in 2008 en 2009 werd genomineerd, nog een Blues Music Award.

## Discografie

### Albums
- 1997: Full Circle (eigen uitgave; 2001 opnieuw uitgebracht)
- 1999: Crossover (Blue Corn Music)
- 2002: Runaway Soul (Blue Corn Music)
- 2004: Stages (Blue Corn Music)
- 2007: The Phenomenal Ruthie Foster (Blue Corn Music)
- 2009: The Truth According to Ruthie Foster (Blue Corn Music)
- 2010: Jazz Fest 2010 – Live at the 2010 New Orleans Jazz & Heritage Festival (Munck Music)
- 2011: Live At Antone's (cd + dvd, Blue Corn Music)
- 2012: Let It Burn (Blue Corn Music)
- 2013: Keep It Burning (EP, Blue Corn Music)
- 2014: Promise Of A Brand New Day (Blue Corn Music)
- 2017: Joy comes back
- 2020: Live at the Paramount

- Bibliothèque nationale de France: cb159961558 (data)
- Gemeinsame Normdatei: 1037377869
- International Standard Name Identifier: 0000 0000 5913 9868
- Library of Congress Control Number: n2004068750
- MusicBrainz: e2fe01d9-5295-4701-9987-f2c303908e25
- Virtual International Authority File: 85950454
- WorldCat: E39PBJcwGQBhj46QJWdkhJYkjC